# Kormorán aucklandský
Kormorán aucklandský (Leucocarbo colensoi) je druh kormorána, který se endemicky vyskytuje na Aucklandových ostrovech (souostroví jižně od Nového Zélandu).

## Systematika
V roce 1880 bylo více než 20 kormoránů aucklandských odchyceno pro sbírku Koloniálního muzea (Colonial Museum) ve Wellingtonu. Nestor novozélandské ornitologie Walter Buller druh popsal v roce 1888 na základě dvou exemplářů, které se mu dostaly do rukou. Druhové jméno colensoi připomíná Williama Colensa, křesťanského misionáře z Anglie na Novém Zélandu.

## Popis
Středně velký kormorán s opeřením černé a bílé barvy. Hlava a celá svrchní část těla je černá, zatímco spodina je bílá. Černé opeření na hlavě a krku má kovově zelený až modrý odlesk. Na ramenních letkách se nachází bílé fleky, které při stažení křídla vypadají spíše jako bílý příčný pruh. Nohy jsou velké a růžové. V době hnízdění se na hlavě kormoránů tvoří dlouhá černá chocholka, růžový oční kroužek, kůže na tvářích zčervená a hrdelní vak se zbarví do oranžovočervena až fialova. U kořene zobáku a v koutku úst se nachází oranžovožlutá zduřelá kůže. Zobák je dlouhý s hřebenem na horní čelisti, který může mít různě barevné odstíny od hnědé po světle růžovou. Horní čelist je na konci zobáku zaháknutá přes tu spodní. Prostý šat je spíše do hněda, chocholka chybí. Duhovky jsou světle hnědé. Samec i samice jsou stejně zbarvení, avšak samci jsou o trochu větší než samice. Nedospělé jedince lze rozpoznat podle hnědě zbarvené kůže na tvářích. Délka těla dosahuje 63 cm, rozpětí křídel je 105 cm. Váha ptáka se pohybuje kolem 2 kg.

## Rozšíření a populace
Kormorán aucklandský je endemický k Aucklandovým ostrovům. Celková populace druhu se v roce 2011 odhadovala na 4500 jedinců. Největší koncentrace kolonií se nachází na Enderbyově ostrově, kde bylo v roce v roce 2011 napočítáno kolem 1350 hnízd v 10 koloniích.

## Biologie

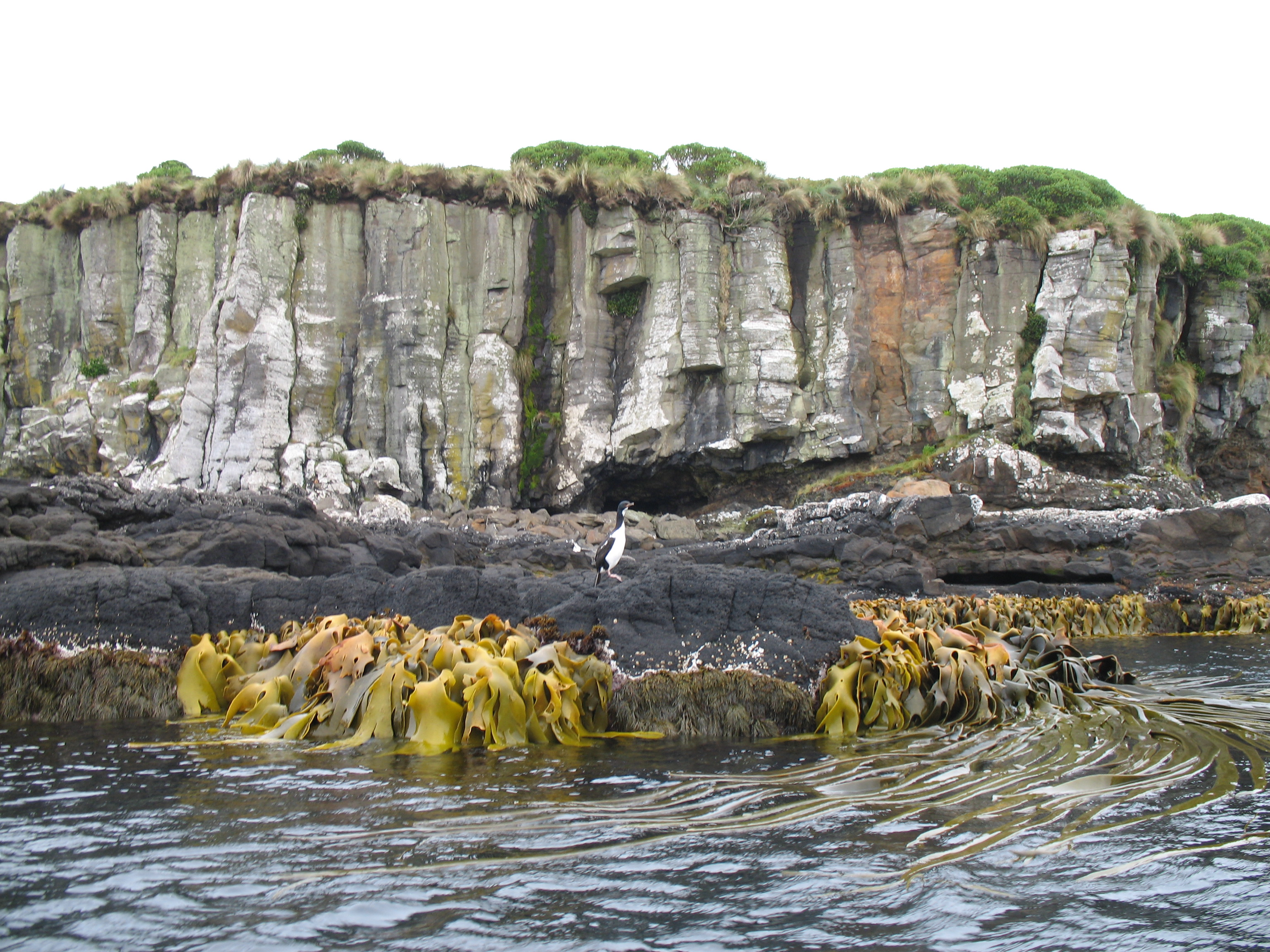
Kormorán aucklandský v přirozeném prostřední Enderbyho ostrova

O biologii druhu je známo jen minimum informací. Hnízdí na skalních římsách na strmých až vertikálních skaliscích, typicky pod skalními převisy nebo vegetací, čímž se kormoráni snaží vyhnout predaci chaluhami. Nízké hnízdo miskovitého tvaru je postaveno z větví, mechu, trav, mořských řas, rašeliny a guána. Ke kladení vajec dochází od listopadu do února. Samice klade 3 světle modrá vejce o velikosti 62×39 mm ve 2–4 denních intervalech. Inkubační doba trvá kolem 28 dní. Na vejcích sedí oba partneři, většinou samice dopoledne a samec odpoledne. Výměna na hnízdě je provázena donesením materiálu na opravu hnízda. Na vejcích a mláďatech kormoránů predují chaluhy subantarktické a rackové jižní.
U samců je vyvinuto poměrně propracované rituální chování vůči samicím. K tomu patří např. napřímení těla do vertikální pozice a ohnutí krku dozadu tak, až se zadní strana hlavy dotýká kostřce. V této pozici bývá ocas mírně napřímen nahoru. Samec tuto pózu opakuje mnohokrát po sobě, někdy za hlasitého uštěknutí v momentě, kdy se hlava přiblíží k ocasu. K další časté póze patří hluboké uklánění, kdy samec s natáhnutým krkem dostane své tělo do horizontální pozice. Další pózou předváděnou samci je zvláštní postoj těla těsně před vzlétnutím, kdy kormorán napřímí tělo a ohne krk do pravého úhlu a s nataženou hlavou směrem vpřed mírně rozevře zobák a s viditelně pulzujícím krkem a hrudí vzlétne, občas se slyšitelným tikajícím zvukem.
Živí se malými rybkami (morida červenavá (Pseudophycis bachus); Forsterygion sp.), desetiramenatci (Octopus sp.) a mořskými bezobratlými živočichy jako jsou mořští plži a ježovky.

## Ohrožení
Populační trend je patrně stabilní. Mezinárodní svaz ochrany přírody i tak hodnotí druh jako zranitelný z důvodu geograficky omezeného hnízdního areálu kormoránů, kteří jsou tak silně náchylní na jakékoliv místní hrozby. Na Aucklandově ostrově jsou hlavní hrozbou kormoránů zdivočelá prasata, která rozdupou a zničí každou přístupnou kolonii. Z toho důvodu jsou všechny kolonie kormoránů na Aucklandově ostrově na nepřístupných místech. Na Aucklandově ostrově jsou přítomny i zdivočelé kočky, které patrně mohou kormorány občas lovit.